# Manhattan-Effekt
Der Manhattan-Effekt beschreibt ein psychologisches Phänomen in einer Partnerschaft. Er äußert sich in einem Verhalten fehlender Unterstützung und Ermutigung der Partnerin oder dem Partner gegenüber. Dieses resultiert aus der Angst, dass Veränderungen in der Beziehung sich negativ auf das Zusammenleben auswirken könnten.
Der Manhattan-Effekt wurde nach dem Film Manhattan mit Woody Allen aus dem Jahr 1979 benannt, in dem ein Partner immer wieder versucht, seiner eben erst 18 gewordenen Geliebten eine Reise nach London auszureden.

## Merkmale und Ursachen
In einer Partnerschaft basiert der Manhattan-Effekt auf einem Gewissenskonflikt, nämlich dass eine der beiden Personen die Wahl hat zwischen der tatkräftigen Unterstützung der anderen Person bei der Verwirklichung von deren Zielen und Ambitionen einerseits und der Durchsetzung der eigenen Interessen, Bedürfnisse, Wünsche und Emotionen andererseits.
Auslöser des Effekts ist die Angst um die eigene Beziehung, wenn das Gegenüber sich entfalten und weiterentwickeln und sich dadurch persönlich verändern will. Das vermeintliche Motiv ist der Schutz der Beziehung, jedoch trifft häufig das Gegenteil ein, wodurch die Partnerschaft sogar vollends zerbrechen kann.
Hinter dem Manhattan-Effekt steckt oft auch ein ausgeprägtes egozentrisches oder gar egoistisches Verhalten, indem eine Person versucht, der anderen Person deren Vorstellungen und Planungen mit Gegenargumenten auszureden und ihr vermeintliche Probleme und negative Folgen einzureden mit dem Ziel, die eigenen Pläne durchzusetzen. Eine immer wiederkehrende Gegenwehr der anderen Person droht schließlich die Beziehung zu zerstören.
Das Gegenstück zum Manhattan-Effekt ist das Michelangelo-Phänomen, welches beschreibt, wie sich Menschen in einer Beziehung gegenseitig formen.